# Дембовецкий, Александр Станиславович
Алекса́ндр Станисла́вович Дембове́цкий (Дембовецкой) (1 [13] марта 1840 — 5 марта 1920) — российский государственный деятель, камергер, действительный тайный советник, могилёвский губернатор, сенатор.
Согласно легенде — сын Александра II.

## Биография
Из дворян. 
В 1860 году окончил исторический факультет Киевского университета, с 1 июня служил в хозяйственном департаменте Министерства внутренних дел; 22 декабря 1860 года получил чин коллежского секретаря.
В 1862 году переведён в канцелярию Рижского военного Лифляндского, Курляндского и Эстляндского генерал-губернатора, служил в Риге и Ревеле, в 1864 году причислен к министерству внутренних дел. С 1865 года — чиновник особых поручений при министерстве, а также член-делопроизводитель в учрежденных при лифляндском, эстляндском и курляндском генерал-губернаторе комиссиях (о преобразовании в Прибалтийском крае судопроизводства; о преобразованиях в крестьянских положениях прибалтийских губерний; о преобразовании городского управления в Риге). С 1866 года — главный попечитель Гребенщиковских богоугодных заведений и рижских старообрядцев.
С 1866 года — секретарь 5-го класса при главном начальнике 3-го отделения Собственной Его Императорского Величества канцелярии. В 1868 году купил имение Бердовка Лидского уезда, после чего в 1872 году избран почётным мировым судьей Лидского уезда Виленской губернии. В 1870 году пожалован в звание камергера. В 1871 году в свите шефа жандармов сопровождал Александра II во время его путешествия по Волге, на Кавказ и в Крым.

### Могилёвский губернатор
30 марта 1872 года был назначен губернатором Могилёвской губернии с производством в действительные статские советники. Накануне отъезда в Могилёв в высочайшей аудиенции получил напутствие императора: «Могилевская губерния давно уже находится в расстроенном положении; сделай все возможное для восстановления её сил».
Для улучшения экономики губернии осуществил ряд мероприятий, в частности:
- реструктуризацию крестьянского долга;
- стимулирование отходничества и повышение доходности дворов;
- искоренение мздоимства в работе управленческого аппарата путём установления понятия «о служебной доблести, о необходимости служить делу, а не форме» и формирования коллектива администраторов-управленцев;
- удешевление содержания низового административного звена (например, отнесение оплаты работы волостных старшин и писарей на расходы общины, а не общеимперского бюджета, уменьшило мирские сборы с губернии на 20 000 рублей в год).

За 10 лет губернаторства А. С. Дембовецкого сумма окладных недоимок уменьшилась на 4 млн руб., недоимок выкупных платежей — на 2 млн руб. В губернии появились различные формы кооперации и кредитования, стали выдаваться безвозвратные пособия, увеличился охват страхованием от пожаров и градобития. Эффективность мер была оценена министром финансов Российской империи М. Х. Рейтерном:

… находя, что приведенные … различные распоряжения много способствуют упрочению благосостояния крестьян и платежной их состоятельности, я считаю приятным долгом выразить полнейшее со своей стороны одобрение, как всех сообщенных мероприятий, так равно и упомянутых выше предложений, которым дан будет надлежащий ход немедленно по получении представления о необходимых льготам беднейшим селениям.— М. Х. Рейтерн, 8.5.1878 (цит. по:)
10 марта 1880 года Александр II Высочайшим повелением удовлетворил представление, касавшееся беднейших крестьян Могилёвской губернии.
Лично регулярно инспектировал уезды губернии, предпринимая конкретные действия по устранению выявленных нарушений в различных сферах. В период его правления в Могилёве были построены здания театра, женской гимназии, реального и епархиального училищ, нынешних медучилища, лицея возле Быховского рынка, многие дома на теперешних улицах Ленинской и Первомайской, открыта фельдшерская школа, разработан план благоустройства города. Были созданы: Александровское реальное училище, сельские больницы, открыты 2 фельдшерские школы, 120 народных и до 1400 церковно-приходских школ и школ грамоты.
Являлся организатором археологических экспедиций в губернии и археологических выставок в Могилёве и Вильно.
С 30 августа (12 сентября) 1893 года — сенатор. Присутствовал в 1-м департаменте (с 1894) и в соединённом присутствии 1-го и кассационного департаментов (с 1895).
В Списке гражданским чинам первых трех классов 1910 г. содержится следующая запись — действительный тайный советник А. С. Дембовецкий, сенатор, присутствующий в Первом Общем собрании Правительствующего Сената, награждён орденами: Св. Анны 1 ст., Св. Владимира 2 ст., Белого Орла, Св. Александра Невского и бриллиантовыми знаками к нему, знаками: сенатора, знаками отличия, учрежденными 24 ноября 1866 г. и 1 января 1867 г., Красного креста, В память 200-летия Правительствующего Сената, В память 50-летия Положения о земских учреждениях; медалями: В память царствования императора Александра III, В память коронации 1896 г., В память 300-летия царствования Дома Романовых.
В справочнике «Весь Петербург» за 1916 г. указано, что действительный тайный советник, член Правительствующего Сената А. С. Дембовецкий вместе с супругой Марией и сыном проживает по адресу: улица Итальянская, 29, телефон № 3138, а в 1917 г. А. С. Дембовецкий проживал по улице Сергиевская, 13.
Скончался в Петрограде 5 марта 1920 года, похоронен на кладбище Александро-Невской лавры; в некоторых источниках упоминается курорт Баден-Баден.

### Семья
Брат — Эдуард Станиславович Дембовецкий (? — 1900), отец Василия Эдуардовича Дембовецкого (1883—1944), поэта серебряного века.
Жена (с 1865) — Мария Александровна Грин; дети:
- Пётр (р. 1866), погиб в Первой мировой войне;
- Владимир (р. 1874)[14];
- Алексей (р. 1883), погиб в Первой мировой войне;
- Вера (р. 1869)[4][5], замужем с 25 апреля 1899 г.[15] за поручиком 17-го драгунского Волынского полка Леонидом Александровичем Игнациусом (1869—?);
- Наталья (р. 1870), эмигрировала во Францию;
- Ольга (р. 1873), эмигрировала во Францию[5].

## Избранные труды
- Опыт описания Могилевской губернии в историческом, физико-географическом, этнографическом, промышленном, сельскохозяйственном, лесном, учебном, медицинском и статистическом отношении, с двумя картами губернии и 17 резанными на дереве гравюрами видов и типов : в 3-х кн. / Под ред. А. С. Дембовецкого. — Могилев на Днепре : Тип. Губ. правления, 1882—1884. (кн.1, кн.2, кн.3)
- Дембовецкий А. С. Приемы хозяйства обогащением почвы, обогащающего хозяина. — СПб.: М. Залшупин, 1900. — 8+215 с.

## Награды
- знак об окончании Его Величества Императорского Киевского университета Св. Владимира[16]
- знак «За введение в действие положений 1861 года»[16]
- знак «За труды по поземельному устройству государственных крестьян»[16]
- Знак Российского общества Красного Креста[16]
- орден Св. Владимира 3-й степени (1874)
- орден Св. Станислава 1-й степени (1876)
- орден Св. Анны 1-й степени (1879)
- орден Св. Владимира 2-й степени (1885)
- орден Белого Орла (1889)[5][9]
- орден Св. Александра Невского (1896)[17]
- бриллиантовые знаки к Ордену Св. Александра (Невского 1910)[17]
- денежные премии[4][5]
- знак «В память 200-летия Правительствующего Сената»[18]
- знак «В память 50-летия Положения о земских учреждениях»[18]
- медаль «В память царствования императора Александра III»[18]
- медаль «В память коронации 1896 г.»[18]
- медаль «В память 300-летия царствования Дома Романовых»[18]
- Высочайшие благоволения (1874, 1875) — за полезную деятельность по взиманию окладных платежей и недоимок в 1873 и 1874 гг.[4]
- Почётный гражданин Могилёва (1894)[6]